# Aerolinee-Itavia-Flug 870
Am Abend des 27. Juni 1980 stürzte eine Douglas DC-9 der italienischen Fluggesellschaft Aerolinee Itavia mit dem Kennzeichen I-TIGI auf Aerolinee-Itavia-Flug 870 nördlich der italienischen Insel Ustica auf dem Wege von Bologna nach Palermo aus bis heute ungeklärter Ursache ins Tyrrhenische Meer. Alle 81 Insassen starben bei der in Italien als „La strage di Ustica“ („Das Massaker von Ustica“) bekannten Tragödie.
Über die Absturzursache, Ermittlungen und Hintergründe der Täter gibt es seit jeher eine anhaltende Kontroverse. Folglich ist „Ustica“ bis heute ein sehr emotionales Thema in Italien.  Ein von internationalen Experten erarbeitetes Teilgutachten hielt 1994 unter Einschluss der aus dem Meer geborgenen Trümmerteile eine Explosion eines Sprengsatzes in der Toilette im Heck des Flugzeugs als Ursache für den Absturz für wahrscheinlich. Das 1999 veröffentlichte Gesamtgutachten kam hingegen zu dem Urteil, dass Itavia Flug 870  unwissentlich in ein „kriegsähnliches Szenario“  zwischen libyschen MiG-23 und NATO-Militärkampfflugzeugen der französischen, italienischen und US-amerikanischen Luftstreitkräfte geriet und im Zuge eines Luftkampfes versehentlich mit einer Rakete abgeschossen wurde oder mit einem der Kampfjets kollidierte. Im Jahr 2007 wurden zunächst vier Luftwaffengeneräle der italienischen Streitkräfte vom obersten italienischen Gerichtshof freigesprochen, da das Strafgericht von einer Bombenexplosion an Bord ausging. Im Gegensatz dazu sprach im Jahr 2013 das Zivilgericht des obersten italienischen Gerichtshof den Angehörigen der Opfer eine Gesamtentschädigung von 110 Millionen Euro zu, weil der Staat „das Flugzeug nicht geschützt hätte“ und nicht ausgeschlossen werden könne („più probabile che non“), dass der Absturz durch einen Abschuss während einer Luftschlacht verursacht wurde.

## Die Geschehnisse
Am 27. Juni 1980 startete um 20:08 Uhr  mit einer Verspätung von einer Stunde und 53 Minuten das zweistrahlige Verkehrsflugzeug vom Typ McDonnell Douglas DC-9 mit der Flugnummer IH870 vom Flughafen Bologna zum Flughafen Palermo-Punta Raisi auf Sizilien. Der Flug verlief in einer Höhe von etwa 7.500 Metern reibungslos und ohne vom Piloten gemeldete Unregelmäßigkeiten. Neben Ciampino (Rom) befand sich das Flugzeug in Reichweite von zwei Flugabwehrradaren: Licola (bei Neapel) und Marsala. Um 20:59 Uhr wurde das letzte Transpondersignal der Maschine in der Flugleitstelle in Rom aufgezeichnet, die aktiven Radarechos verschwanden innerhalb von zwei Minuten. Das Flugzeug stürzte in zwei großen Teilen etwa 80 Kilometer nördlich der italienischen Insel Ustica in das an dieser Stelle 3.700 Meter tiefe Tyrrhenische Meer. Die Trümmer verteilten sich auf ein Gebiet von 200 Quadratkilometern. Bei dem Absturz kamen alle 77 Passagiere und die vierköpfige Flugzeugcrew ums Leben.
Um 21:21 Uhr informierte die Zentrale in Marsala die Einsatzzentrale der Luftverteidigung in Martina Franca (Tarent) über die Nichtankunft des Flugzeugs in Palermo. Eine Minute später begann die Rettungsleitstelle in Martina Franca mit den Rettungsmaßnahmen und alarmierte die verschiedenen Zentren der Luftwaffe, der Marine und der US-Streitkräfte. Um 21:55 Uhr hoben die ersten Suchhubschrauber ab. Auch Passagierschiffe und Fischerboote wurden zur wahrscheinlichen Absturzstelle umgeleitet. Um 07:05 Uhr am nächsten Morgen wurden die Überreste der DC-9 gesichtet. Die Suchmaßnahmen wurden bis zum 30. Juni fortgesetzt. Die Leichen von 39 der 81 Passagiere, der Heckkonus des Flugzeugs, verschiedene Wrackteile und ein Teil des Gepäcks der Opfer konnte geborgen werden. Im Zuge gerichtlicher Untersuchungen wurden in weiteren umfangreichen Bergungsaktionen in den Jahren 1987 und 1991 umfangreiche Teile der Flugzeugtrümmer vom Meeresgrund geborgen, um die Absturzursache zu erforschen. Das aus den Trümmern weitgehend rekonstruierte Flugzeug steht im Zentrum eines 2007 in Bologna eröffneten Museums zur Erinnerung an die Tragödie.

## Untersuchungen
In Italien existierte bis 1999 keine unabhängige Flugunfall-Untersuchungsbehörde, wie dies die ICAO verlangt. Für die Untersuchung zuständig waren somit Kommissionen unter der Leitung eines Richters aus dem Justizvollzug.
Der Rumpf des Flugzeuges wurde 1987 vom bemannten Unterseeboot Nautile des französischen halbstaatlichen Unternehmens Ifremer aus 3.500 Metern Tiefe gehoben. Der Flugschreiber wurde erst 1991 gefunden und geborgen. In den ersten sieben Jahren nach dem Unfall standen somit für die Untersuchung nur die 32 nach dem Unfall geborgenen und weitgehend unversehrten Leichen sowie Sitzpolster mit Fragmenten darin zur Verfügung. In den Jahren 1987/1988 konnte ein großer Teil der Trümmer an den drei auseinander liegenden Fundorten geborgen werden: Den weitesten Weg hatten die Triebwerke als kompakte, massenreiche Teile zurückgelegt. Wenig davor lag der Rumpf und weiter weg, rückwärts in Flugrichtung, war das Rumpfheck mit dem Leitwerk gefunden worden.

### Erstes Gutachten durch italienische Kommissionen 1989
Die für ein erstes Gutachten gebildete sogenannte Blasi-Kommission löste sich 1990 auf, ohne zu einem eindeutigen Schluss gekommen zu sein; einerseits verlautete 1989, dass das Flugzeug irrtümlich durch eine Luft-Luft-Rakete abgeschossen worden war. Diese Ansicht teilte eine staatliche Untersuchungskommission im selben Jahr. 1990 kam eine Minderheit der Gutachter zu dem Ergebnis, dass es zu einer Explosion durch eine Bombe im Inneren der Maschine gekommen sei. Die Untersuchungskommission „commissione stragi“ des italienischen Parlaments beklagte in diesem Zusammenhang Falschaussagen und das Zurückhalten von Informationen durch staatliche Stellen. Der Cockpit Voice Recorder konnte von dieser Kommission ausgelesen werden, jedoch endete die Aufzeichnung nach einem halben Wort zur fraglichen Zeit.

### Internationales technisches Teilgutachten 1994

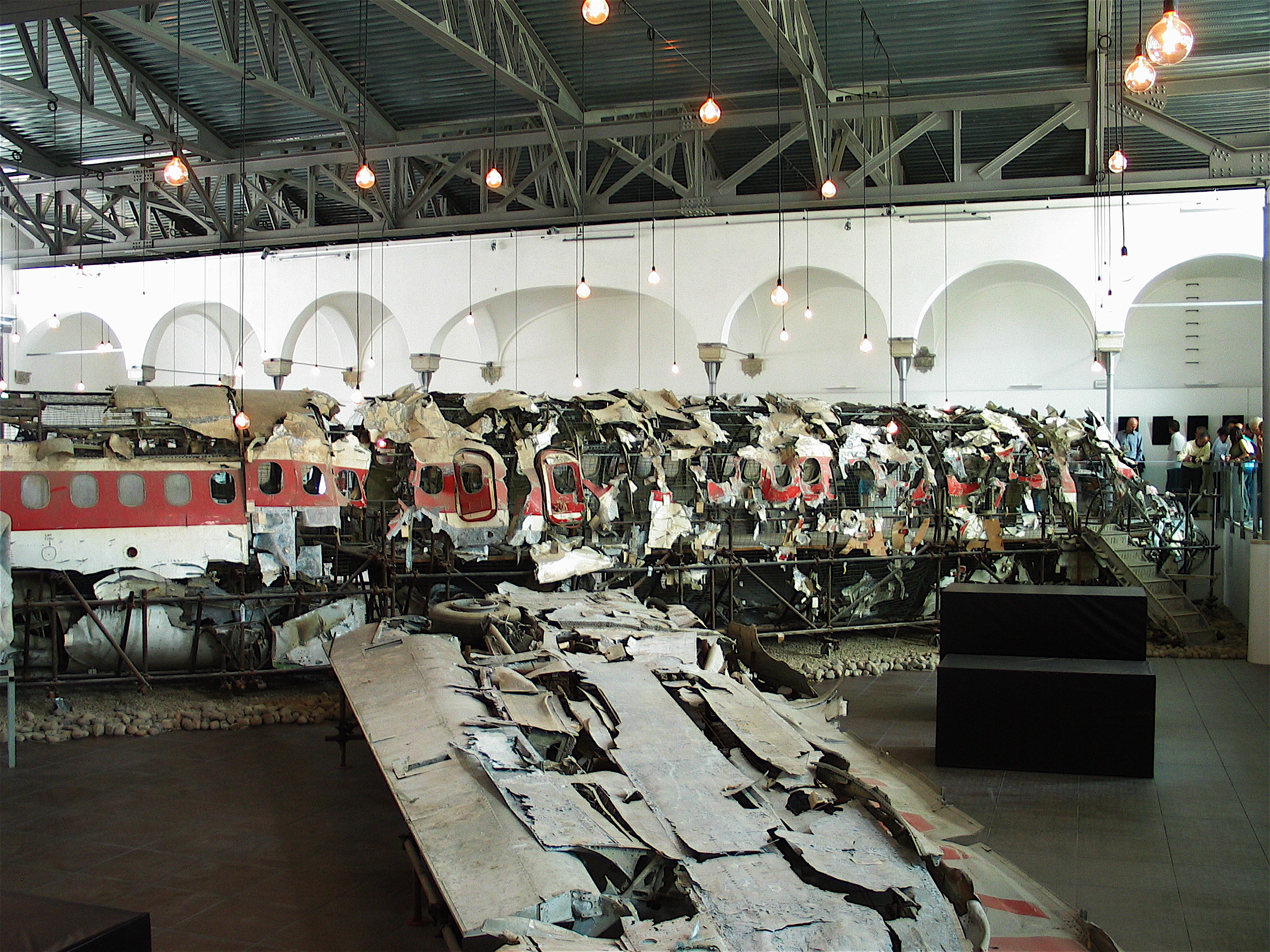
Die aus den geborgenen Trümmern rekonstruierte Maschine

1994 kam ein internationales technisches Gutachten zu dem Ergebnis, dass es sich um eine Bombenexplosion im Inneren des Flugzeuges gehandelt habe, und zwar in der Toilette, welche steuerbordseitig im Heck liegt. So wies auch die Verkleidung des rechten Triebwerks rumpfseitig Beschädigungen auf durch eingedrungene Rumpf-Fragmente sowie Farbabriebe, welche von der Rumpf-Außenseite stammten. Nach einigen Verzögerungen kam es aufgrund der Erkenntnisse und während laufender Untersuchung zur Bergung weiterer Wrackteile des oberen hinteren Rumpfes, dies in einem vorhergesagten Gebiet; das Gebiet ergab sich aus den postulierten technischen Vorgängen und war mit ihnen konsistent: Die ersten Wrackteile in Flugrichtung mussten diejenigen sein, welche am Anfang des Strukturversagens und Auseinanderbrechens des Flugzeugs standen. Das Such- und Fundgebiet lag folglich noch vor dem Leitwerk-Fundort, noch näher am Explosionsort. Diese Suche konnte nicht im ganzen vorgesehenen Gebiet durchgeführt werden, da nach dem verzögerten Beginn keine Zeit mehr dafür war.
Der aus den Radar-Daten hergeleitete Ort des Auseinanderbrechen stimmte mit dem aufgrund der Trümmer-Lage vermuteten Ort überein. Die Radar-Experten der technischen Untersuchung berechneten im Zusammenhang mit der Anwesenheit anderer Flugzeuge nicht nur die einerseits sehr kleine Wahrscheinlichkeit, dass die Radar-Echos falsch waren, sondern auch die ebenso geringe Wahrscheinlichkeit, dass die Anwesenheit eines Flugzeuges nur so wenige Echos hervorrufen würde.
Der Flight Data Recorder beendete seine Aufzeichnungen gleichzeitig mit dem Voice Recorder, es gab keine Daten-Anomalien vor der Unterbrechung der Stromversorgung. Die Stromversorgung der beiden Recorder erfolgte durch das Steuerbord-Triebwerk, welches in unmittelbarer Nähe der Explosion lag. Der Sprachrekorder hatte eine kleine weitere „Schluckauf“-Aufzeichnung, welche auf ein sehr kurzzeitiges Umschalten der Stromversorgung auf das Backbord-Triebwerk hinwies, bevor auch diese Versorgung verlorenging.
Im Rahmen der zweiten Untersuchung konnte außerhalb der technischen Untersuchung des Flugzeuges zweifelsfrei nachgewiesen werden, dass sich militärische Flugzeuge im Absturzgebiet aufhielten. Zum Zeitpunkt des Absturzes gab es offenbar Flüge von NATO-Flugzeugen und französischen Flugzeugen über dem Tyrrhenischen Meer. Radardaten lassen auf neun Jagdflugzeuge schließen.

### Gesamtgutachten
Die Mitglieder der Kommission unter dem Vorsitz des Richters Rosario Priore sahen trotz des technischen Gutachtens weiterhin eine Rakete als Ursache des Absturzes an. Der Untersuchungsrichter sagte, er glaube, dass es eine Verschwörung zum Abschuss eines Flugzeugs mit dem libyschen Oberst Muammar al-Gaddafi an Bord gegeben habe und dass das Verkehrsflugzeug unwissentlich in das „kriegsähnliche Szenario“ hineingezogen worden sei. Priore schlussfolgerte, das Passagierflugzeug sei entweder von einer Rakete abgeschossen worden oder ins Meer gestürzt, nachdem es eine Kollision mit einem Kampfjet in der Luft gab. In seinem 5488 Seiten umfassenden Bericht erklärte Priore, er könne nicht mit Sicherheit sagen, wer letztlich den Tod der 81 Menschen an Bord verursacht habe, aber er sagte, dass seine Untersuchung und frühere Untersuchungen der Tragödie vom italienischen Militär und von Mitgliedern des Geheimdienstes absichtlich behindert worden seien, die den Aufforderungen der NATO zur Vertuschung der Tragödie nachgekommen seien. Im 1999 veröffentlichten Untersuchungsbericht zog Untersuchungsrichter Rosario Priore folgendes Fazit der Ermittlungen:

„L’incidente al DC-9 è occorso a seguito di azione militare di intercettamento, il DC-9 è stato abbattuto.“

„Der Absturz der DC-9 erfolgte nach einer militärischen Abfangaktion, die DC-9 wurde abgeschossen.“

Unklar blieb dabei jedoch die Nationalität des Flugzeugs, das die Rakete hätte abgefeuert haben sollen. In der Folge leitete Priore mehrere Prozesse gegen neun Offiziere – darunter vier Generäle – der italienischen Luftwaffe und des italienischen Geheimdienstes SIOS-Aeronautica ein. Die Anklage lautete unter anderem auf Hochverrat, da Priore das Geschehen des 27. Juni 1980 als „atto di guerra“, also als Kriegshandlung gegen die Republik Italien, wertete. Die Anklage brach aufgrund fehlender Beweismittel zusammen. Der Richter schrieb jedoch ein Buch über das Thema, auf welches sich verschiedene alternative Hypothesen berufen.

## Italienische Gerichtsurteile
Eine Strafkammer des obersten italienischen Gerichtshofs Corte Suprema di Cassazione sprach 2007 die angeklagten Luftwaffengeneräle frei, weil sie von einer Explosion an Bord ausging.
Eine Zivilkammer desselben Gerichtshofs entschied am 28. Januar 2013 in einem „diametral entgegengesetzten“ Urteil, dass der italienische Staat wegen einer Luftschlacht 110 Mio. Euro Schadensersatz an die Hinterbliebenen zu leisten habe, ohne einen Verursacher zu nennen. Im September 2011 hatte ein Zivilgericht in Palermo als erste Instanz entschieden, dass die italienische Regierung 100 Millionen Euro Schadensersatz an die Hinterbliebenen der 81 Todesopfer leisten müsse. Das Urteil wurde damit begründet, dass die Ministerien für Verkehr und Verteidigung durch Nachlässigkeit und Unterlassung den Absturz mitverursacht sowie die Ermittlungen jahrelang behindert hätten.

## Hypothesen zu einem Abschuss

### Abschuss durch Luft-Luft-Rakete
Radaraufnahmen zeigten, dass intensive militärische Aktivitäten in der Gegend rund um den Flug von Itavia 870 über dem Tyrrhenischen Meer stattfanden. Die Aufnahmen belegten die Anwesenheit von US-amerikanischen, französischen und libyschen Militärflugzeugen sowie eines Flugzeugträgers, der Berichten zufolge dem britischen Militär zuzuordnen war. Mehrere Quellen gehen dementsprechend davon aus, dass es am Abend des 27. Juni über dem Tyrrhenischen Meer zu einem Luftkampf zwischen zwei MiGs der libyschen Luftwaffe und einer Gruppe von NATO-Jägern kam und die DC-9 versehentlich mit einer Luft-Luft-Rakete abgeschossen wurde. Die Vertreter dieser Hypothese versuchen zu ergründen, wie es zu dem Luftkampf kam, aus welchem Staat die beteiligten NATO-Flugzeuge stammten und welches Flugzeug die Luft-Luft-Rakete abgefeuert hatte.
Im Falle einer im kalabrischen Sila-Gebirge zerschellten libyschen MiG-23MS, die am 18. Juli 1980 entdeckt und geborgen wurde, ermittelte der Obduktionsbericht einen Verwesungsgrad der Leiche des Piloten, welche einen Todeszeitpunkt um den 27. Juni als möglich erscheinen ließ. Dies würde eine theoretische Möglichkeit einschließen, dass ein libysches Flugzeug an jenem Tag in südlicher Richtung über Italien flog. Eine andere Möglichkeit ist, dass der Pilot des Flugzeugs einer von 40 syrischen Flugzeugführern war, die zu dieser Zeit auf dem libyschen Stützpunkt Benina ausgebildet wurden. Infolge einer undichten Sauerstoffmaske verlor er bei einem Flug in großer Höhe das Bewusstsein, und der Autopilot hielt das Flugzeug so lange in der Luft, bis es nach Verbrauch sämtlichen Kraftstoffs über Süditalien abstürzte.
Trotz der jahrelangen Ermittlungen und der Kooperation der NATO gilt es nur als Vermutung, dass
- es am Abend des 27. Juni zu einem Luftkampf nahe Ustica hätte gekommen sein können
- zwei libysche MiG-23 darin hätten verwickelt sein können, von denen eine in Kalabrien zerschellte
- fünf NATO-Jagdflugzeuge zum fraglichen Zeitpunkt über dem Tyrrhenischen Meer unterwegs gewesen seien
- zwei davon französische Mirage-Jäger gewesen seien und
- auf Befehl höherer Stäbe alle Radaraufzeichnungen italienischer Radarstationen über den fraglichen Zeitraum vernichtet worden seien.

### Hypothese: Anschlagsversuch auf Gaddafi
Nach einer Hypothese geriet die DC-9 in einen französischen oder US-amerikanischen Angriff auf die Regierungsmaschine des damaligen libyschen Staatschefs Muammar al-Gaddafi, bei der es sich wahrscheinlich um eine der DC-9 entfernt ähnelnde Tupolew Tu-134 handelte. Gaddafi befand sich damals auf dem Weg zu einem Staatsbesuch in Polen. Es wird behauptet, dass von einem französischen oder US-amerikanischen Flugzeugträger im Mittelmeer oder von einem französischen oder US-amerikanischen Stützpunkt (Solenzara, NAS Sigonella) mehrere Abfangjäger gestartet seien, um die Maschine Gaddafis bei der Überquerung des Tyrrhenischen Meeres abzuschießen. Libyen habe jedoch über einen Kontaktmann in Rom von den Plänen der Franzosen oder der US-Amerikaner erfahren und die Maschine via Malta umgeleitet. Parallel seien einige MiG-23 zum Schutz Gaddafis in den italienischen Luftraum des weit entfernten Tyrrhenischen Meers beordert worden. Bei einem Luftkampf zwischen den MiGs und den französischen oder US-amerikanischen Flugzeugen sei dann versehentlich der zwei Stunden verspätet gestartete Flug 870 abgeschossen worden, da die französischen oder US-amerikanischen Piloten annahmen, es handle sich  um das Flugzeug Gaddafis auf dem Weg nach Polen.  Noch 2023 wiederholte der ehemalige Ministerpräsident Giuliano Amato diese Hypothese und beschuldigte den ehemaligen italienischen Ministerpräsidenten Bettino Craxi, die Person gewesen zu sein, die Gaddafi vorgewarnt hat. Ministerpräsidentin Giorgia Meloni nannte dies „wichtige Äußerungen“, und der stellvertretende Ministerpräsident Matteo Salvini forderte Frankreich zu einer Stellungnahme auf.

### Hypothese: Überführungsflug nach Libyen
Eine zweite Hypothese, wie es zu dem verhängnisvollen Luftkampf kam, besagt, dass zwei libysche bzw. für Libyen bestimmte MiG-23 von Jugoslawien nach Libyen unterwegs waren. Nachdem sie die Adria im Tiefflug überquert und dadurch das italienische Radarnetz unterflogen hätten, hätten die zwei MiGs versucht, im Radarschatten der DC-9 unentdeckt von Bologna bis nach Palermo zu kommen. Als die DC-9 über der Toskana den Weg von zwei F-104 Starfightern der Aeronautica Militare beim Landeanflug auf den Militärflugplatz Grosseto kreuzte, hätten die Ausbilder Nutarelli und Naldini, welche die zweisitzige Trainerversion des Starfighters TF-104G flogen, die zwei MiGs entdeckt. Die beiden lösten um 20:24 Uhr zweimal Luftalarm aus und kehrten anschließend unter Einhaltung von Funkstille zu ihrer Basis zurück. Da Italien derartige Überflüge libyscher Flugzeuge jedoch stillschweigend duldete und sogar Mittel zum Aufbau und Unterhalt der libyschen Luftwaffe lieferte, während ehemalige Militärpiloten libysche Piloten ausbildeten, landeten die Ausbilder und ihr Flugschüler wie geplant um 20:50 Uhr auf der Basis Grosseto.

### Hypothesen: Mehrere libysche MiGs in Italien im Kampf gegeneinander
Zwei weiteren Hypothesen zufolge erlaubte Italien nicht nur Überflüge libyscher Militärflugzeuge, die auf dem Weg nach Jugoslawien oder von dort zurück nach Libyen waren, man hätte ihnen auch einen Flugplatz für Zwischenlandungen zur Verfügung gestellt, möglicherweise den Militärflugplatz bei San Pancrazio Salentino in Apulien mit einer 1.300 Meter langen Piste.
Für einen angeblich von NATO-Staaten geplanten Anschlag auf die Regierungsmaschine Gaddafis sei ein libyscher Pilot (oder ein Söldner) vorgesehen, der insgeheim politisch gegen den Revolutionsführer war. Eine MiG-23 sei zu diesem Zweck der DC-9 der Itavia in deren Radarschatten nach Süden gefolgt. Als Gaddafi durch den genannten Kontakt in Rom von dem Anschlagsversuch erfuhr, soll er regimetreuen libyschen Piloten den Befehl gegeben haben, mit ihren MiG-23 den von Norden kommenden abtrünnigen Piloten anzugreifen. Bei diesem Gegenangriff sei nicht nur die abtrünnige MiG, sondern auch die DC-9 der Itavia schwer beschädigt worden, höchstwahrscheinlich durch Übungsraketen. Flugkapitän Domenico Gatti sei es gelungen, die DC-9 bei Ustica zu wassern. Um den Vorfall und das internationale Komplott zu vertuschen, seien die Such- und Rettungsdienste bewusst mit erheblicher Verspätung alarmiert und dann an anderen Stellen eingesetzt worden, in der Hoffnung, die DC-9 würde samt Passagieren und Besatzungsmitgliedern im hier über 3000 Meter tiefen Meer versinken. Die MiG des abtrünnigen Piloten sei abgestürzt, eine unter Gaddafis Kontrolle fliegende MiG-23 wäre im weiteren Verlauf im Tiefstflug im Sila-Gebirge Kalabriens abgeschossen worden, „wahrscheinlich“ von einer F-14 der US Navy, so Sandro Bruni und Gabriele Moroni.
Einfacher wäre die vom Bruder des Flugkommandanten geäußerte Version, wonach mehrere MiGs von Libyen her unterwegs waren, wobei zwei Flugzeuge einen fahnenflüchtigen Piloten verfolgt hätten.

### Von den Vertretern einer Abschusshypothese in Verbindung gebrachte Todesfälle
Eine Reihe von Todesfällen von Angehörigen der italienischen Luftwaffe führte zu Gerüchten über eine Verschwörung zur Beseitigung von Tatbeteiligten und Mitwissern.
- Am 8. August 1980 starb Oberst Pierangelo Tedoldi bei einem Verkehrsunfall. Tedoldi war als Nachfolger des Kommandeurs der Luftwaffenbasis von Grosseto, Oberst Nicola Tacchio, nominiert.[19] Er hatte sein Kommando aber zum Zeitpunkt seines Todes noch nicht angetreten. Auf dieser Basis landete am Abend des 27. Juni der Abfangjäger mit den Piloten Nutarelli und Naldini, die zuvor bei Florenz den Weg der DC-9 gekreuzt hatten.
- Am 9. Mai 1981 starb Hauptmann Maurizio Gari an Herzversagen. Er war 37 Jahre alt. In der Nacht des 27. Juni war Gari einer der drei Offiziere in der Radarstation von Poggio Ballone bei Grosseto.[19]
- Am 23. Januar 1983 kam der Bürgermeister von Grosseto, Giovanni Battista Finetti, durch einen Autounfall ums Leben. Er hatte durch Luftwaffenoffiziere davon erfahren, dass am Abend des 27. Juni von dem nahegelegenen Flugplatz zwei Abfangjäger aufgestiegen waren, um eine libysche MiG abzuschießen.[19][20]
- Am 30. März 1987 wurde Feldwebel Alberto Dettori erhängt an einem Baum gefunden. Er war in der Nacht vom 27. auf den 28. Juni einer der Wachhabenden in der Radarstation von Poggio Ballone.[19]
- Am 28. August 1988 starben die oben erwähnten Piloten Ivo Nutarelli und Mario Naldini beim Flugtagunglück von Ramstein. Die beiden Piloten hätten eine Woche nach dem Ramstein-Unfall vor dem Untersuchungsausschuss zu Itavia-Flug 870 aussagen sollen.[18][21] Angesichts der Verbindung zum Ustica-Absturz und der zahlreichen anderen Todesfälle in diesem Zusammenhang wird jedoch von einigen, darunter Elmar Giemulla, einem Juristen und Experten für Luftverkehrsrecht, vermutet, dass es sich bei dem Unfall in Wahrheit um Sabotage handelte.[18]
- Am 1. Februar 1991 wurde Luftwaffenfeldwebel Antonio Muzio erschossen. Er war 1980 in der Radaranlage von Lamezia Terme beschäftigt.[19]
- Am 2. Februar 1992 starb Luftwaffenfeldwebel Antonio Pagliara bei einem Autounfall. Er war 1980 in der Radaranlage von Otranto beschäftigt.[19]
- Am 2. Februar 1992 stürzte der Geheimdienstoffizier Sandro Marcucci, der am Abend des 27. Juni 1980 im Einsatzstab Dienst hatte, vor seiner Vernehmung mit einem Sportflugzeug ab.[19][20]
- Am 12. Januar 1993 wurde Luftwaffengeneral Roberto Boemio in Brüssel von unbekannten Tätern erstochen. Der zum Zeitpunkt seines Todes bereits pensionierte Offizier war am Abend des 27. Juni 1980 Kommandant des regionalen Einsatzzentrums in Martina Franca und galt als wichtiger Zeuge.[19][20]
- Am 21. Dezember 1995 wurde Franco Parisi erhängt an einem Baum gefunden. Er war 1980 in der Radaranlage von Otranto beschäftigt und hatte wenige Tage zuvor eine Vorladung zur Aussage vor Gericht erhalten.[19]

## Weitere Ereignisse

### Stellungnahmen bedeutender italienischer Politiker
Anlässlich des 30. Jahrestages am 27. Juni 2010 forderte Italiens Staatspräsident Giorgio Napolitano die Aufklärung des Unfalls. Napolitano sagte: „Es gibt Spuren einer Verschwörung, im Fall von Ustica vielleicht auch eine internationale Intrige, die wir in Erinnerung rufen müssen.“ Francesco Cossiga, einer seiner Vorgänger im Amt, hatte einen Monat zuvor Journalisten in sarkastischer Weise gewarnt, ihre Recherchen zum 30. Jahrestag des Ustica-Absturzes doch besser im Ausland zu betreiben, sonst könnte ihnen etwas zustoßen, etwa eine Lebensmittelvergiftung oder ein Zusammenstoß mit einem Lkw. Im September erklärte der ehemalige italienische Ministerpräsident Giuliano Amato, dass „wahrscheinlich eine französische Rakete“ versehentlich den Absturz des Verkehrsflugzeugs verursachte und verlangte gleichzeitig vom französischen Staatspräsidenten Emmanuel Macron sich im Namen Frankreichs zu entschuldigen. „Es wurde ein Plan ausgeheckt, um das Flugzeug anzugreifen, in dem Gaddafi saß. Aber der libysche Führer entkam der Falle, weil er von (Bettino) Craxi gewarnt wurde.“

### Stimmaufzeichnung verschwunden
Im Januar 2013 berichteten italienische Medien über das Verschwinden des Tonbands mit den Sprachaufzeichnungen von Itavia-Flug 870.

## Museum
In Bologna eröffnete 2007 ein Museum zum Gedenken an die Katastrophe von Ustica. Ausgestellt werden Flugzeugteile mit einer Installation von Christian Boltanski. Anlässlich der Eröffnung kam das Werk Ultimo Volo – Der letzte Flug des italienischen Liedermachers Pippo Pollina zur Uraufführung.